# Liste der Stolpersteine in Gangelt
Die Liste der Stolpersteine in Gangelt enthält alle Stolpersteine, die im Rahmen des gleichnamigen Projekts von Gunter Demnig in Gangelt verlegt wurden. Mit ihnen soll an Opfer des Nationalsozialismus erinnert werden, die in Gangelt lebten und wirkten.

## Verlegte Stolpersteine
| Adresse                 | Verlege- datum | Person, Inschrift | Bild                                                    | Anmerkung |
| ----------------------- | -------------- | --- | ------------------------------------------------------- | --------- |
| Heinsberger Straße 2 ·  | 16. Feb. 2016  | Hier war das Wohn- und Kaufhaus der Familie Josephs erworben 1925 'arisiert’ 1938                                                                       | Stolperstein für Wohn- und Kaufhaus der Familie Josephs |           |
| Heinsberger Straße 2 ·  | 16. Feb. 2016  | Albert Josephs Jg. 1890 'Schutzhaft’ 1938 Sachsenhausen 1941 Lager Stolberg deportiert 1942 ermordet in Sobibor                                         | Stolperstein für Albert Josephs                         |           |
| Heinsberger Straße 2 ·  | 16. Feb. 2016  | Erna Josephs geb. Herz Jg. 1905 deportiert 1942 Zamosc ermordet                                                                                         | Stolperstein für Erna Josephs                           |           |
| Heinsberger Straße 2 ·  | 16. Feb. 2016  | Hugo Josephs Jg. 1892 deportiert 1942 Zamosc ermordet                                                                                                   | Stolperstein für Hugo Josephs                           |           |
| Heinsberger Straße 2 ·  | 16. Feb. 2016  | Frieda Josephs geb. Weil Jg. 1903 deportiert 1942 Izbica ermordet in Sobibor                                                                            | Stolperstein für Frieda Josephs                         |           |
| Heinsberger Straße 2 ·  | 16. Feb. 2016  | Karl Josephs Jg. 1927 deportiert 1942 ermordet in Sobibor                                                                                               | Stolperstein für Karl Josephs                           |           |
| Heinsberger Straße 11 · | 16. Feb. 2016  | Hier wohnte Isaak Lichtenstein Synagogenverwalter Jg. 1867 deportiert 1942 Theresienstadt ermordet 2.4.1943                                             | Stolperstein für Isaak Lichtenstein                     |           |
| Heinsberger Straße 11 · | 16. Feb. 2016  | Hier wohnte Regina Lichtenstein geb. Falkenstein Jg. 1868 deportiert 1942 Theresienstadt ermordet 16.7.1944                                             | Stolperstein für Regina Lichtenstein                    |           |
| Bruchstraße 26 ·        | 16. Feb. 2016  | Hier wohnte Meta Falkenstein verh. Marx Jg. 1910 Flucht 1938 Holland mit Hilfe überlebt                                                                 | Stolperstein für Meta Falkenstein                       |           |
| Bruchstraße 26 ·        | 16. Feb. 2016  | Hier wohnte Hermann Falkenstein Jg. 1907 Flucht 1936 Holland interniert Westerbork deportiert 1943 Sobibor ermordet 16.7.1943                           | Stolperstein für Hermann Falkenstein                    |           |
| Bruchstraße 26 ·        | 16. Feb. 2016  | Hier wohnte Julia Falkenstein verh. Zeligmann Jg. 1881 deportiert Auschwitz ermordet 29.10.1942                                                         | Stolperstein für Julia Falkenstein                      |           |
| Bruchstraße 26 ·        | 16. Feb. 2016  | Hier wohnte Jeanette Falkenstein geb. Lichtenstein Jg. 1880 deportiert 1942 Theresienstadt 1942 Treblinka ermordet                                      | Stolperstein für Jeanette Falkenstein                   |           |
| Bruchstraße 26 ·        | 16. Feb. 2016  | Hier wohnte Emil Falkenstein Jg. 1870 deportiert 1942 Theresienstadt 1942 Treblinka ermordet                                                            | Stolperstein für Emil Falkenstein                       |           |
| Bruchstraße 26 ·        | 16. Feb. 2016  | Hier wohnte Minna Falkenstein verh. Sassen Jg. 1874 Flucht Holland interniert Westerbork deportiert 1943 Sobibor ermordet 14.5.1943                     | Stolperstein für Minna Falkenstein                      |           |
| Sittarder Straße 12 ·   | 3. Feb. 2017   | Hier wohnte Elise Hertz Jg. 1890 Flucht Frankreich interniert Drancy deportiert 1942 ermordet in Auschwitz                                              | Stolperstein für Elise Hertz                            |           |
| Sittarder Straße 12 ·   | 3. Feb. 2017   | Hier wohnte Karel Hertz Jg. 1867 deportiert 1942 Theresienstadt ermordet 31.7.1943                                                                      | Stolperstein für Karel Hertz                            |           |
| Sittarder Straße 12 ·   | 3. Feb. 2017   | Hier wohnte Therese Hertz verh. Memler Jg. 1886 verhaftet Ravensbrück ermordet                                                                          | Stolperstein für Therese Hertz verh. Memler             |           |
| Sittarder Straße 16 ·   | 3. Feb. 2017   | Hier wohnte Emil Hartog Jg. 1886 'Schutzhaft’ 1938 Sachsenhausen Flucht 1939 Belgien interniert Drancy deportiert 1942 ermordet in Auschwitz            | Stolperstein für Emil Hartog                            |           |
| Sittarder Straße 16 ·   | 3. Feb. 2017   | Hier wohnte Ernst Hartog Jg. 1928 Flucht 1939 Belgien, Frankreich mit Hilfe überlebt                                                                    | Stolperstein für Ernst Hartog                           |           |
| Sittarder Straße 16 ·   | 3. Feb. 2017   | Hier wohnte Paula Hartog Jg. 1894 Flucht 1939 Belgien, Frankreich mit Hilfe überlebt                                                                    | Stolperstein für Paula Hartog                           |           |
| Sittarder Straße 22 ·   | 3. Feb. 2017   | Hier wohnte Erich Leopold Jg. 1912 Flucht 1938 Holland mit Hilfe überlebt                                                                               | Stolperstein für Erich Leopold                          |           |
| Sittarder Straße 22 ·   | 3. Feb. 2017   | Hier wohnte Frieda Leopold verh. Jülich Jg. 1908 Flucht 1938 England                                                                                    | Stolperstein für Frieda Leopold verh. Jülich            |           |
| Sittarder Straße 22 ·   | 3. Feb. 2017   | Hier wohnte Hugo Leopold Jg. 1909 Flucht 1938 Holland mit Hilfe überlebt                                                                                | Stolperstein für Hugo Leopold                           |           |
| Sittarder Straße 22 ·   | 3. Feb. 2017   | Hier wohnte Ida Leopold geb. Daniel Jg. 1881 Flucht 1939 Holland mit Hilfe überlebt                                                                     | Stolperstein für Ida Leopold geb. Daniel                |           |
| Sittarder Straße 22 ·   | 3. Feb. 2017   | Hier wohnte Lion Leopold Jg. 1871 Vorsteher der jüdischen Gemeinde Flucht 1939 Holland mit Hilfe überlebt                                               | Stolperstein für Lion Leopold                           |           |
| Sittarder Straße 22 ·   | 3. Feb. 2017   | Hier wohnte Else Leopold verh. Wolff Jg. 1909 Flucht 1938 England                                                                                       | Stolperstein für Else Leopold verh. Wolff               |           |
| Wallstraße 10 ·         | 3. Feb. 2017   | Hier wohnte Irma Morgenstern verh. Cohen Jg. 1907 Flucht 1938 Holland mit Hilfe überlebt                                                                | Stolperstein für Irma Morgenstern verh. Cohen           |           |
| Wallstraße 10 ·         | 3. Feb. 2017   | Hier wohnte Heinrich Morgenstern Jg. 1909 Flucht 1938 Holland interniert Westerbork deportiert 1942 Auschwitz ermordet 21.8.1942                        | Stolperstein für Heinrich Morgenstern                   |           |
| Wallstraße 10 ·         | 3. Feb. 2017   | Hier wohnte Fritz Morgenstern Jg. 1912 Flucht 1938 Holland mit Hilfe überlebt                                                                           | Stolperstein für Fritz Morgenstern                      |           |
| Wallstraße 15 ·         | 16. Feb. 2016  | Hier wohnte Sara Hertz Jg. 1859 deportiert 1942 Theresienstadt ermordet 19.12.1942                                                                      | Stolperstein für Sara Hertz                             |           |
| Hanxler Straße 4        | 2. Feb. 2018   | Hanxlerstr. 6 ehm. Bahnhofstr. 193a wohnte Hermann Hertz Jg. 1859 Flucht 1937 Holland interniert Westerbork deportiert 1943 Sobibor ermordet 14.5.1943  |                                                         |           |
| Hanxler Straße 4        | 2. Feb. 2018   | Hanxlerstr. 6 ehm. Bahnhofstr. 193a wohnte Hedwig Hertz Jg. 1896 Flucht 1937 Holland interniert Westerbork deportiert 1943 Auschwitz ermordet 24.9.1943 |                                                         |           |
| Hanxler Straße 4        | 2. Feb. 2018   | Hanxlerstr. 6 ehm. Bahnhofstr. 193a wohnte Pauline Hertz geb. Levy Jg. 1860 Flucht 1937 Holland tot 17.2.1940 Schinnen                                  |                                                         |           |
| Hanxler Straße 4        | 2. Feb. 2018   | Hanxlerstr. 6 ehm. Bahnhofstr. 193a wohnte Leo Hertz Jg. 1889 Flucht 1937 Holland interniert Westerbork deportiert 1942 Mauthausen ermordet 8.10.1942   |                                                         |           |
| Hanxler Straße 4        | 2. Feb. 2018   | Hanxlerstr. 6 ehm. Bahnhofstr. 193a wohnte Berni Hertz geb. Altgenug Jg. 1903 Flucht 1937 Holland mit Hilfe überlebt                                    |                                                         |           |
| Hanxler Straße 4        | 2. Feb. 2018   | Hanxlerstr. 6 ehm. Bahnhofstr. 193a wohnte Dieter Hertz Jg. 1934 Flucht 1937 Holland mit Hilfe überlebt                                                 |                                                         |           |
| Hanxler Straße 4        | 2. Feb. 2018   | Hanxlerstr. 6 ehm. Bahnhofstr. 193a wohnte Margarete Hertz Jg. 1936 Flucht 1937 Holland mit Hilfe überlebt                                              |                                                         |           |
| Sittarder Straße 11     | 2. Feb. 2018   | Hier wohnte Max Rosendahl Jg. 1872 Flucht 1939 Holland interniert Westerbork deportiert 1944 Theresienstadt befreit                                     |                                                         |           |
| Sittarder Straße 11     | 2. Feb. 2018   | Hier wohnte Julie Rosendahl geb. Stern Jg. 1885 Flucht 1939 Holland tot 6.7.1939 Amsterdam                                                              |                                                         |           |
| Sittarder Straße 11     | 2. Feb. 2018   | Hier wohnte Hilde Rosendahl verh. Illfelder Jg. 1907 Flucht 1934 Holland interniert Westerbork deportiert 1943 Auschwitz ermordet 3.11.1943             |                                                         |           |
| Sittarder Straße 11     | 2. Feb. 2018   | Hier wohnte Meta Rosendahl verh. Voss Jg. 1909 Flucht 1936 Holland interniert Westerbork deportiert 1942 Auschwitz ermordet 3.9.1942                    |                                                         |           |
| Sittarder Straße 11     | 2. Feb. 2018   | Hier wohnte Helmut Rosendahl Jg. 1917 Flucht 1938 Holland interniert Westerbork deportiert 1944 Theresienstadt Auschwitz befreit                        |                                                         |           |
| Sittarder Straße 11     | 2. Feb. 2018   | Hier wohnte Erich Rosendahl Jg. 1920 Flucht 1937 Holland interniert Westerbork deportiert 1944 Theresienstadt Auschwitz ermordet 21.2.1945 Mauthausen   |                                                         |           |